# Antonio Perna Fróes
Antônio Renato Freire de Carvalho Fróes (Salvador, 16 de Junho de 1944 – Rio de Janeiro, 26 de Junho de 2023) foi um médico, compositor, arranjador e tecladista brasileiro. Entre 1968 e 1971, estudou no Seminário Livre de Música da Universidade Federal da Bahia. Estudou harmonia com Hans Joachim Kollereuter, e instrumentação e orquestração com Ernest Widmar e Lindemberg Cardoso.
O artista iniciou a carreira artística no começo da década de 1960. Em 1964, juntamente com Caetano Veloso, Maria Bethânia, Gal Costa, Gilberto Gil, Djalma Correia e Alcivando Luz, todos em início de carreira, participou do show de inauguração do Teatro Vila Velha, em Salvador. Em 1972, participou da tournê brasileira do show "Expreesso 2222", de Gilberto Gil, apresentando-se em vários teatros pelo Brasil. Em 1978, tocou no Teatro Sistina, em Roma, Itália, no Teatro Olimpia, em Paris, França, e em Genève, na Suiça, juntamente com Gal Costa, Caetano Veloso e Djalma Correia. No mesmo ano fez, com Gilberto Gil, os arranjos para as faixas "Acertei no milhar", de Wilson Batista e Geraldo Pereira, e "Minha nega na janela", de Doca e Germano Mathias, para o LP "Antologia do Samba Choro", lançado por Gilberto Gil e Germano Mathias, pela Philips. Em 1979, tocou com Gal Costa, no Teatro dos Quatro, no Rio de Janeiro, no show "Gal Tropical".No mesmo ano, fez todos os arranjos e tocou teclado em todas as faixas do LP "Gal Tropical", lançado pela cantora Gal Costa, pela  PolyGram. Em 1980, tocou no Teatro Coliseu, em Lisboa, Portugal, com Gal Costa e Caetano Veloso. No mesmo ano apresentou-se no Cassino de Montreux, na "Noite brasileira", do Festival de Jazz de Montreux. Participou ainda da tournée do show "Gal Tropical"  no Japão, tocando em diferentes cidades, entre as quais, Tokio, Kobe, Nagóia e Shimonoseki. Ainda em 1980, fez os arranjos para as faixas "É Luxo Só", de Ary Barroso e  Luiz Peixoto; "Já Era Tempo", de Ary Barroso e Vinicius de Moraes; "Aquarela Do Brasil" e "Novo amor", de Ary Barroso, nas quais também tocou teclados; "Camisa Amarela"; "Na Baixa do Sapateiro"; "No Tabuleiro Da Baiana"; "Jogada Pelo Mundo ", na qual tocou piano; "Inquietação", e "Tu", todas de Ary Barroso, para o LP "Aquarela do Brasil", lançado por Gal Costa, pela PolyGram. Em 1983, fez os arranjos para as faixas "Diz Quem Me Diz", de Guará, Joanna e Sarah Benchimol, e "Minha Alma Suburbana", de Cláudio Jorge, para o LP " Brilho e paixão", lançado pela cantora Joanna, pela RCA. Gravou com diversos artistas, entre os quais, Emílio Santiago, Jorge Mautner e Erasmo Carlos. Participou, como músico e como arranjador, do primeiro disco das cantoras Marina, Fafá de Belém e Joanna. Fez arranjos e participou, como músico, de um LP do cantor italiano Sergio Endrigo.  Como compositor teve músicas gravadas por Emílio Santiago, Joanna e pelo Quinteto Violado. No final da década de 1990, ficou afastado da música devido à sua profissão de médico. Em 2004, tocou piano e fez arranjos para as faixas "São Salvador", de Aglaê e Durval Ferreira, e "Alegria De Viver", de Fernanda Quinderé e Luiz Eça, no CD "Batida diferente", lançado por Durval Ferreira, pela Guanabara Records.